# Eustácio Dafnomeles
Eustácio Dafnomeles (em grego: Εὐστάθιος Δαφνομήλης; romaniz.: Eustathios Daphnomeles; fl. começo do século XI) foi um estratego bizantino e patrício que se distinguiu pela conquista bizantina da Bulgária.  Junto com Nicéforo Urano e Nicéforo Xífias, ele se classifica como um dos mais proeminentes e bem sucedidos generais do imperador Basílio II Bulgaróctono (r. 976–1025) contra Samuel da Bulgária (r. 997-1014), ajudando a encerrar o longo conflito, cegando e capturando o último líder búlgaro, Ivatz em 1018.

## Biografia
A principal fonte descrevendo a vida de Dafnomeles, e de fato as campanhas búlgaras de Basílio II, é o Synopsis Historion do final do século XI de João Escilitzes, cuja cronologia é frequentemente problemática para reconstruir. Dafnomeles veio da aristocracia rural da Ásia Menor, que por séculos providenciou a elite militar bizantina. A historiografia tradicional coloca sua primeira aparição em ca. 1005, quando a cidade de Dirráquio é rendida por João Crisélio, um magnata local, para os bizantinos. Dafnomeles, como chefe de uma frota, tomou posse da cidade. Dado a falta de clareza cronológica da narrativa de Escilitzes, contudo, é possível que este episódio reflita sua última designação (após 1018) como estratego da cidade.
Dafnomeles participou nos conflitos subsequentes contra o tsar Samuel, mas seu maior feito foi a captura de Ivatz em 1018, para o qual ele é dado uma posição proeminente no trabalho de Escilitzes. Seguindo a derrota na Batalha de Clídio em 1015, a resistência búlgara começou a colapsar. Por 1018, mais comandantes búlgaros tinham se rendido, e apenas Ivatz, que havia se retirado com seus apoiantes para a propriedade rural de Pronista, uma posição naturalmente forte e uma terra alta defensável, continuou a resistir. Ele rejeitou os subornos e ameaças dos bizantinos, e por 55 dias, o exército bizantino sob o imperador Basílio II permaneceu acampado em Devol, esperando sua rendição. Nesse ponto, e com as multidões locais reunindo-se no palácio de Ivatz para a Festa da Dormição, Dafnomeles, agora estratego de Ácrida, por iniciativa própria, resolveu por fim ao impasse. Com apenas dois acompanhantes, ele subiu o caminho para a propriedade, e se anunciou para Ivatz. Ivatz, acreditando que Dafnomeles não teria chegado sozinho a menos que pretendesse forjar uma aliança contra Basílio, retirou-se com o estratego para uma clareira arborizada isolada para uma discussão privada. Lá, Dafnomeles e seus dois sócios ocultos saltaram sob o general búlgaro, o cegaram, e o levaram para a o andar superior do palácio, através das multidões reunidas que estava muito atordoadas para reagir. Quando os búlgaro se recuperara, eles se reuniram embaixo do prédio gritando por vingança. Dafnomeles, contudo, se dirigiu a eles e conseguiu convencê-los da inutilidade de mais resistência, e a deporem as armas em busca do perdão do imperador.
Seguindo o feito, ele foi apontado estratego do Tema de Dirráquio pela gratidão do imperador Basílio II. Em 1029, contudo, foi acusado de conspirar com outros governadores proeminentes dos Bálcãs para derrubar o imperador Romano III Argiro (r. 1028–1034) em favor do duque Constantino Diógenes. Os acusados foram chamado para Constantinopla, espancados, desfilaram através da Mese e banidos. Não mais se sabe sobre ele.